# 椎名素夫
椎名素夫（1930年8月19日—2007年3月16日），日本政治人物、物理學家，出身於東京都文京區。生前曾先後出任眾議院及參議院員，與美國關係密切。父親為椎名悅三郎，為前自民黨副總裁。
椎名於1953年從名古屋大學取得理學士學位，後入職電源開發，期間曾到美國國家阿貢實驗室工作，1963年回國後創立順達克公司（Sumtak）。
1979年父親悅三郎逝世後，椎名開始投身政治，加入自民黨。首相中曾根康弘及美國總統里根有關日美關係的會談成功，椎名是幕後功臣之一，也促使日後美日台三方的戰略關係。1990年參選眾議會選舉落敗，1992年成功當選。1993年退出自民黨，成為無黨派人士。
1994年開始進入參議院，1998年成功連任。2003年，美國國務卿鮑威爾向椎名頒發「國務卿特別功勞獎」。2004年，椎名告別政壇。
椎名於2007年3月16日因肺炎病逝，享年76歲。